# Kenton Presents Jazz - Sal Salvador
Kenton Present Jazz - Sal Salvador (uscì anche con il semplice titolo di Sal Salvador) è un album del chitarrista jazz Sal Salvador, pubblicato dalla Capitol Records nel 1954 (prima pubblicazione, codice H 6505 LP da 10"), una seconda pubblicazione uscì nel 1955, sempre a cura della Capitol Records (versione mono, codice T 6505). 

## Tracce
Lato A
1. Down Home – 2:46 (Manny Albam)
2. Salutations – 2:26 (Manny Albam)
3. Violets for Your Furs – 3:22 (Matt Dennis, Tom Adair)
4. Now See Here, Man – 2:48 (Bill Holman)

Durata totale: 11:22
Lato B
1. Nothin' to Do – 2:49 (Bill Holman)
2. Boo Boo De Doop – 2:46 (Bill Holman)
3. Autumn in New York – 3:22 (Vernon Duke)
4. Wheels – 3:04 (Manny Albam)

Durata totale: 12:01

## Musicisti
- Sal Salvador – chitarra
- Eddie Costa – vibrafono, pianoforte
- Jimmy Gannon – contrabbasso
- Jimmy Campbell – batteria[1]